# Громов, Илья Федулович
Илья Федулович Громов (1819 или 1821, Санкт-Петербург —9 [21] сентября 1882, Санкт-Петербург) — русский лесопромышленник, купец первой гильдии, коммерции советник (1871), действительный статский советник, потомственный почётный гражданин (1869), почётный гражданин Петрозаводска (1875) и Вытегры.

## Биография

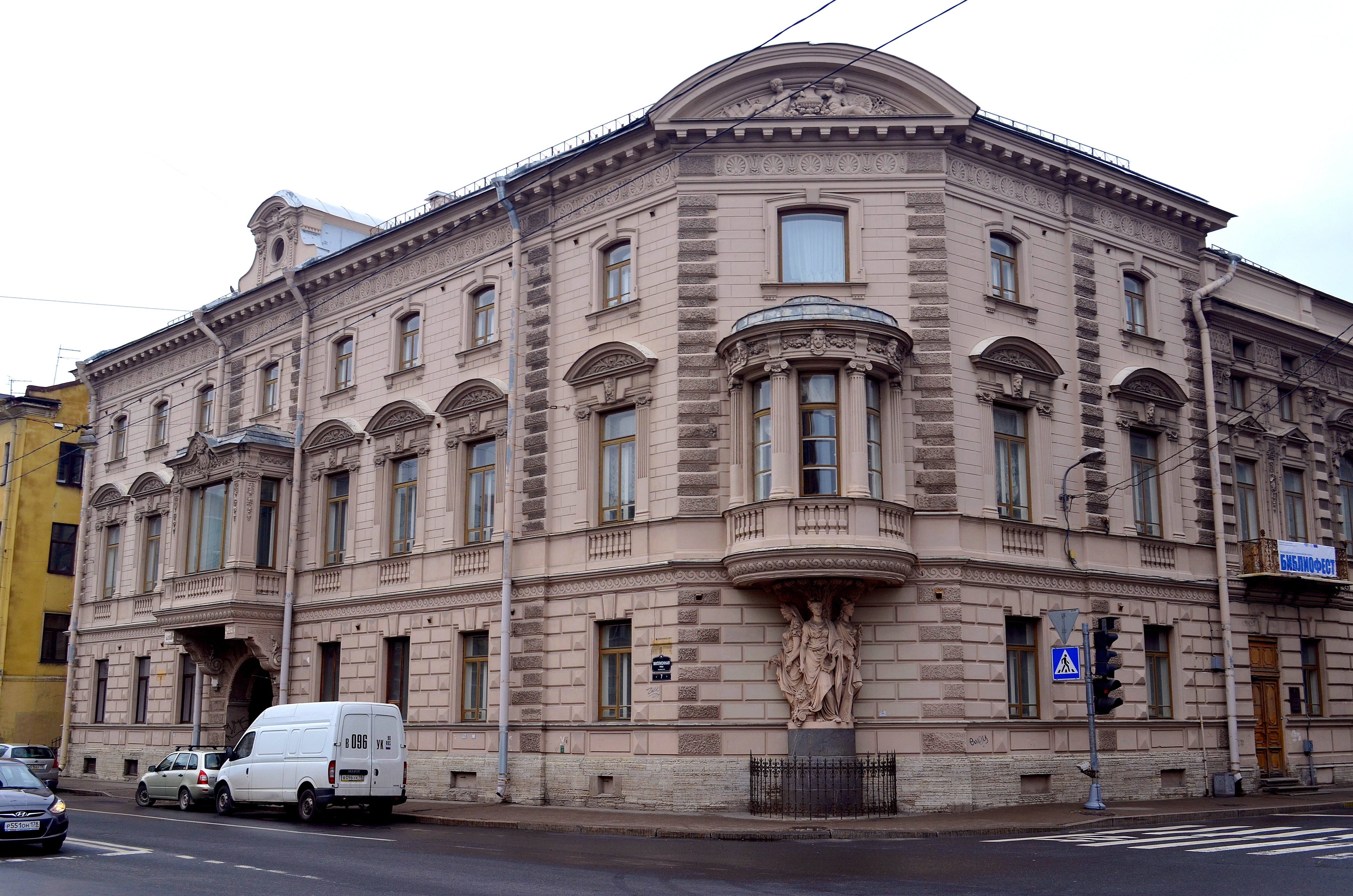
Особняк Ильи Громова в Санкт-Петербурге

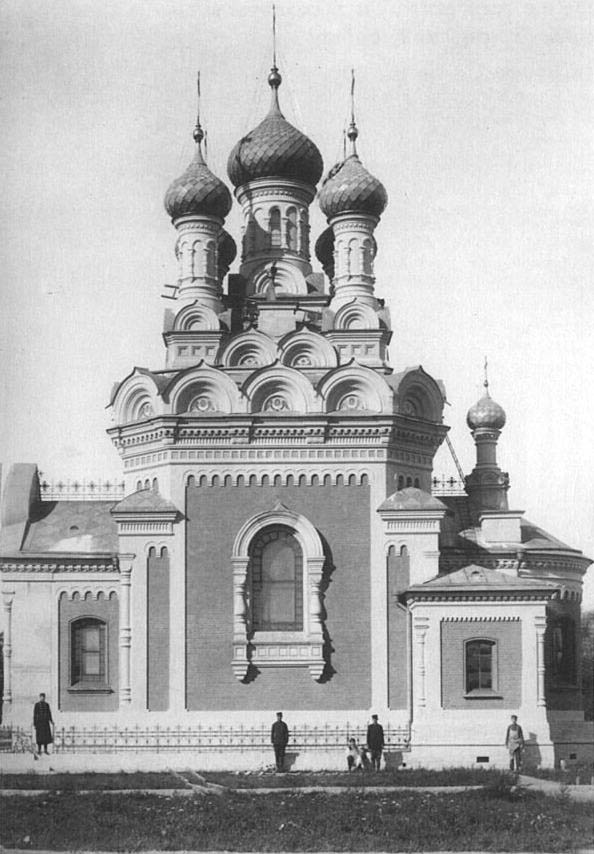
Церковь Илии Пророка на кладбище Воскресенского женского монастыря (построена по завещанию Ильи Громова)

Родился в семье лесопромышленника-миллионера, купца первой гильдии Федула Григорьевича Громова.
После смерти старшего брата Василия Федуловича, унаследовал семейное дело, встав во главе пяти лесозаводов торгового дома «Громов и К˚» в Петербурге, Петербургской, Новгородской и Олонецкой губерниях.
В 1874 году основал паровой лесозавод в селе Соломенное (ныне — район Петрозаводска), оснащённый 25-сильной паровой машиной и двумя быстроходными рамами. Ежегодно на заводе распиливалось 50-60 тысяч бревен. В 1875 году при заводе открылась начальная народная школа — Соломенское училище, построенное на средства Ильи Федуловича и называлось «Громовское училище». Также жертвовал денежные средства в пользу церкви во имя Сретения Господня, церкви Петра и Павла в селе Соломенном.
Являлся меценатом социальных объектов Петрозаводска: Пименовского (Николаевского) детского приюта, Алексеевской библиотеки, Олонецкого губернского музея. Жертвовал средства на строительство Екатерининской церкви, Петровской площади, ограды вокруг памятника Петру I в Петрозаводске. Являлся почётным членом Олонецкого губернского статистического комитета.
Исполнял обязанности заседателя в Санкт-Петербургском Приказе общественного призрения, почётного старшины Демидовского дома призрения трудящихся, попечителя Дома призрения малолетних бедных (позже получившему имя Василия и Ильи Громовых), члена Комитета Николаевского дома призрения, ктитора домовой церкви в Царскосельской Николаевской гимназии, был основателем и попечителем Громовского дневного приюта для бедных детей.
Являлся гласным Санкт-Петербургской городской думы (1873—1876, 1877—1880, с 1881 года), членом Николаевского православного братства и Петербургского благотворительного общества.
Похоронен на кладбище Воскресенского женского монастыря в Санкт-Петербурге; могила утрачена.
Торговое дело и недвижимое имущество завещал своему компаньону В. А. Ратькову-Рожнову. Завещал на благотворительные цели приютам, учебным заведениям и православным храмам более 350 000 рублей.